# Cinnamomum aromaticum
Cinnamomum aromaticum, sinònim: Cinnamomum cassia, anomenat cassia (càssia) o cinamom xinès, és un arbre perennifoli natiu del sud de la Xina, Bangladesh, Uganda, Índia, i Vietnam. Com la planta estretament relacionada Cinnamomum verum, també coneguda com a "Cinamom de Ceilan", es fa servir principalment per la seva escorça aromàtica, la qual s'utilitza com una espècia, com també els borrons, i ja la usaven els antics romans.
L'arbre fa de 10 a 15 m d'alt, l'escorça és grisa i les fulles allargades de 10–15 cm de llarg i quan són joves són de color vermellós.

## Producció i usos

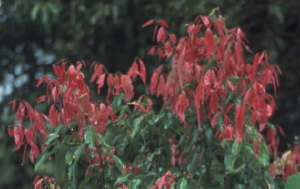
Cinamom indonesi

Cinnamomum aromaticum és molt proper al Cinamom de Ceilan (C. verum), Cinamom de Saigon (Cinnamomum loureiroi, també conegut com a cinamom vietnamita), llorer càmfora (C. camphora), malabathrum (C. tamala), i cinamom indonesi (C. burmannii). Com en aquestes espècies l'escorça de càssia es fa servir com espècia. El gust del cinamom casssia és menys delicat que els del cinamom de Ceilan; per això el cinamom cassia de vegades rep el nom de "cinamom bord".
El Cinnamomum aromaticum es produeix a la Xina i el Vietnam. La guerra del Vietnam va afectar la producció vietnamita del cinamoms. A la Xina es produeix principalment a les províncies del sud Guangxi, Guangdong, i Yunnan) la càssia es coneix amb el nom xinès de  tung hing.
L'escorça de càssia es fa servir com a agent saboritzant en postres, pastisseria i carns; es fa servir en moltes receptes de curri. Els borrons de càssia es fan servir en receptes antigues, marinades i infusions.

### Salut i riscos

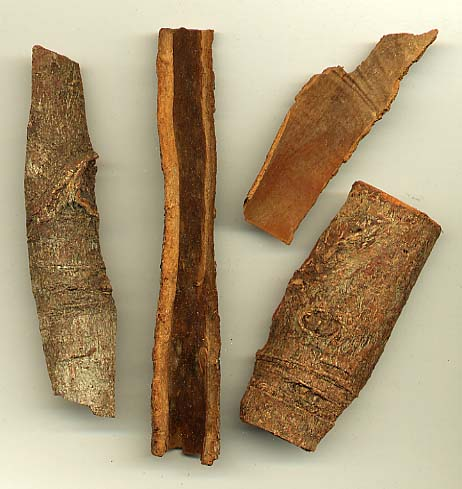
Escorça seca de càssia

La càssia s'usa en la medicina xinesa tradicional on es considera una de les 50 herbes fonamentals.
El 2006, un estudi va trobar beneficis de la càssia en el tractament de diabetis del tipus 2 que abans van ser tractats amb metformina. El cinamom podria reduir el sucre de la sang però sense tenir efecte en el marcador hemoglobina A1C.
Degut al seu component tòxic anomenat cumarina, les agències de salut europees alerten contra consumir grans quantitats de càssia.
Altres possibles toxines que es troben en l'escorça/pols de la càssia són el cinnamaldehid i l'estirè.

## Història

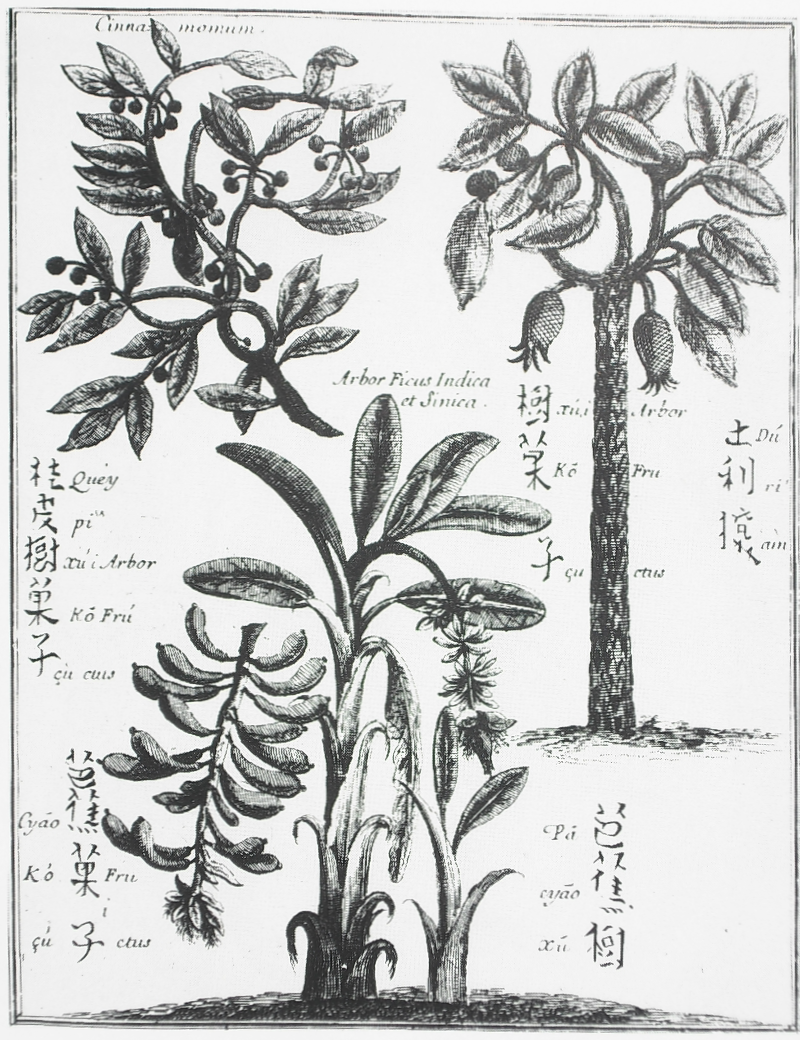
Cinnamomum cassia (dalt a l'esquerra) dibuixada per Michał Boym (1655)

En els temps clàssics hi havia quatre tipus de cinamom (que sovint es confonien):
- Cassia (en hebreu: קציעה qəṣi`â), l'escorça de Cinnamomum iners d'Aràbia i Etiòpia, i que literalment significa 'la pèla de la planta' que s'extreia de l'arbre.[11]
- Autèntic Cinamon (en hebreu: קִנָּמוֹן qinnamon), l'escorça de Cinnamomum zeylanicum de Sri Lanka.
- Malabathrum o Malobathrum (del Sànscrit: तमालपत्रम्,  tamālapattram, literalment "fulles de l'arbre fosc"), Cinnamomum malabathrum del nord d'Índia
- Serichatum, Cinnamomum aromaticum de Seres, és a dir de la Xina.

En el llibre bíblic de l'Èxode 30:23-4, s'ordena a Moisès que faci servir cinamom dolç (Kinnamon) i càssia junt amb la mirra, Acorus calamus per produir un sant oli per l'Arca. En el Talmud de la càssia se'n diu el HaKetoret (l'encens) que és un component del servei del Temple de Jerusalem.
Una primera referència del comerç de cinamom prové de cap a l'any 100 aC. La primera referència grga a kasia es troba en un poema de Safo al segle VII aC.
Segons Heròdot, tant el cinamom com la cassia creixien a Aràbia, junt amb l'encens, la mirra i ladanum que eren guardats per serps alades. L'au Fènix feia el seu niu sobre els arbres de cinamom i cassia. Teofrast donava un curiós mètode de collita (els cucs es menjaven la fusta i deixaven l'escorça) Dioscòrides sembla confondre la planta amb algun tipus de nenúfar.
Plini (nat. 12, 86-87) dona un relat sobre el comerç d'espècies a través del Mar Roig en "rais sense veles" amb un cos per a Roma de 100 milions de sestercis cada anyr.
Els antics grecs usaven la kásia o malabathron per donar gust al vi junt amb Artemisia absinthia. També Plini menciona aquest ús n el vi Les fulles de Malabathrum es feien servir per cuinar i per destil·lar un oli essencial per la salsa d'ostres en el gurmet romà Marc Gavi Apici.
Tradicionalment es considerava que la càssia guaria les mossegades de les serps i el refredat comú, entre d'altres.